# منتخب إستونيا لكرة القاعدة
منتخب إستونيا لكرة القاعدة (بالإستونية: Eesti pesapallikoondis)‏ هو ممثل إستونيا الرسمي في المنافسات الدولية في كرة القاعدة
.